# Scott Dann
Scott Dann (Liverpool, 14 febbraio 1987) è un calciatore inglese, difensore svincolato.

## Carriera

### Club
Prodotto del vivaio del Walsall, dopo l'esperienza in Danimarca al Køge BK ed alcuni trascorsi nelle divisioni minori inglesi, viene acquistato prima dal Coventry City e poi dal Birmingham City nel 2009. Il 31 agosto 2011 passa a titolo definitivo al Blackburn. Si rompe un testicolo nel dicembre 2011, infortunio che lo costrinse ad uno stop di 6 mesi.

## Palmarès

### Club

#### Competizioni nazionali
- Coppa di Lega inglese: 1

Birmingham City: 2010-2011